# الشركة السعودية للقهوة
الشركة السعودية للقهوة هي شركة سعودية أطلقها صندوق الاستثمارات العامة في 15 مايو 2022 بهدف تمكين نمو قطاع الأغذية والزراعة في المملكة العربية السعودية وتعزيز جهود تطوير الزراعة المستدامة في منطقة جازان بجنوب السعودية، باعتبارها موطناً رئيسياً لبُنّ الأرابيكا الأشهر عالمياً.

## الرؤية
تهدف أن تكون الشركة رائدة في إنتاج بن الأرابيكا وتعزيز انتشاره والوعي به في المملكة والعالم.

## الرسالة
الاحتفاء بالقهوة والاعتزاز بها وإنتاج أجود أنواعها على مستوى العالم، وخلق فرص لتنمية ودعم قطاع القهوة في المملكة على كافة مراحل سلسلة القيمة.

## أعمال الشركة
تعمل الشركة على استثمار نحو 1.2 مليار ريال على مدى 10 سنوات في قطاع القهوة في السعودية والمساهمة في رفع القدرة الإنتاجية للبُنّ السعودي من 300 إلى 2500 طن سنوياً وستقوم الشركة بتأسيس أكاديمية متخصصة في صناعة القهوة وإطلاق برامج تدريب لأصحاب الكفاءات ورواد الأعمال والمزارعين السعوديين، من أجل تعزيز جهود الصندوق في استحداث الفرص للشركات الصغيرة والناشئة وستعمل الشركة على دعم كامل سلسلة القيمة الخاصة بمنتج القهوة المحلي بالشراكة مع القطاع الخاص.